# Tomoko Yamaguchi
Tomoko Yamaguchi (山口 智子, Yamaguchi Tomoko) est une actrice et chanteuse japonaise née le 20 octobre 1964 à Tochigi.

## Filmographie

### Cinéma
- 1992 : Shichi-nin no otaku: Cult Seven
- 1993 : Tōi Umi kara Kita Coo : Cassie Nozaki
- 1994 : Undo : Moemi
- 1994 : Ghost Pub : Satoko
- 1996 : Wana : Mizuki
- 1996 : Swallowtail Butterfly : Shenmei
- 2005 : Maskeli Besler: Intikam Pesinde : une touriste japonaise
- 2007 : À la croisée des mondes : La Boussole d'or : Mme Coulter
- 2008 : Biriken : Tuskino
- 2008 : Ponyo sur la falaise : Lisa
- 2023 : Haru ni Chiru : Reiko Sanada

### Télévision
- 1988-1989 : Junchan no oenka
- 1990 : Majutsu wa sasayaku
- 1991 : I Don't Love Anyone Anymore : Miyuki Tashiro (12 épisodes)
- 1991 : Men Who Want to Get Married : Shinobu Tori (12 épisodes)
- 1992 : The Closest of Cousins : Eiko Kawashima (11 épisodes)
- 1993 : Daburu Kitchin : Miyako Hanaoka (11 épisodes)
- 1994 : Suwito homu : Wakaba Inoue (12 épisodes)
- 1994 : 29 sai no kurisumasu : Noriko Yabuki (10 épisodes)
- 1995 : Ousama no restoran : Shizuka Isono (12 épisodes)
- 1996 : Furuhata Ninzaburō : Futaba Fusui (2 épisodes)
- 1996 : Long Vacation : Minami Hayama (11 épisodes)
- 2002 : Letters: Kanojo no tabi no monogatari : Tomo
- 2012 : Going My Home : Sae Tsuboi (6 épisodes)
- 2014 : Leaders (ja) : Haruko Aichi (2 épisodes)
- 2015 : Kokoro ga Pokitto ne : Shizuka Kojima (10 épisodes)
- 2017 : Hello Harinezumi (10 épisodes)
- 2019-2023 : Kansatsui Asagao : Chako Natsume (20 épisodes)
- 2021-2023 : Sheigi no Tenbin : Shizuko Tomino (10 épisodes)
- 2024-2025 : Penshion Koi Wa Momoiro : Hikari (4 épisodes)